# Blackfriars Chapel
Blackfriars Chapel is de ruïne van een zestiende-eeuwse kapel, die deel uitmaakte van een abdij van de Dominicanen in St Andrews in de Schotse regio Fife.

## Geschiedenis
De Dominicanen werden binnengehaald in St Andrews in de dertiende eeuw door bisschop William Wishart (1272-1279).
Rond 1516 werd de abdij van de Dominicanen gebouwd, waarvan in de 21e eeuw een kapel is overgebleven. Deze kapel werd gebouwd van gelden die door bisschop Elphinstone van Aberdeen bij zijn dood werden geschonken. Aartsbisschop Beaton autoriseerde de bouw van de kapel in 1525.
In 1547 verbrandde de abdij. De broeders werden verbannen in 1559 als gevolg van een preek van de reformator John Knox.

## Bouw
Van de abdij is enkel een kapel, die als apsis aan de noordzijde van de kerk was gebouwd, overgebleven. De kapel heeft een gewelfd plafond. De interne afmetingen van de kapel zijn 7,9 meter noord-zuid en 6,4 meter oost-west.
Onder de overgebleven versieringen bevinden zich de heraldische wapens van de familie Hepburn. Vermoedelijk is dit wapen aangebracht, omdat George Hepburn, de deken van Dunkeld, de executeur was van het testament van bisschop Elphinstone.

## Beheer
Blackfriars Chapel wordt beheerd door Historic Scotland. Enkel het exterieur kan bekeken worden.